# Зедорф (Зегеберг)
Зедорф (нім. Seedorf) — громада в Німеччині, розташована в землі Шлезвіг-Гольштейн. Входить до складу району Зегеберг. Складова частина об'єднання громад Трафе-Ланд.
Площа — 48,92 км2. Населення становить 2158 ос. (станом на 31 грудня 2020).

## Галерея

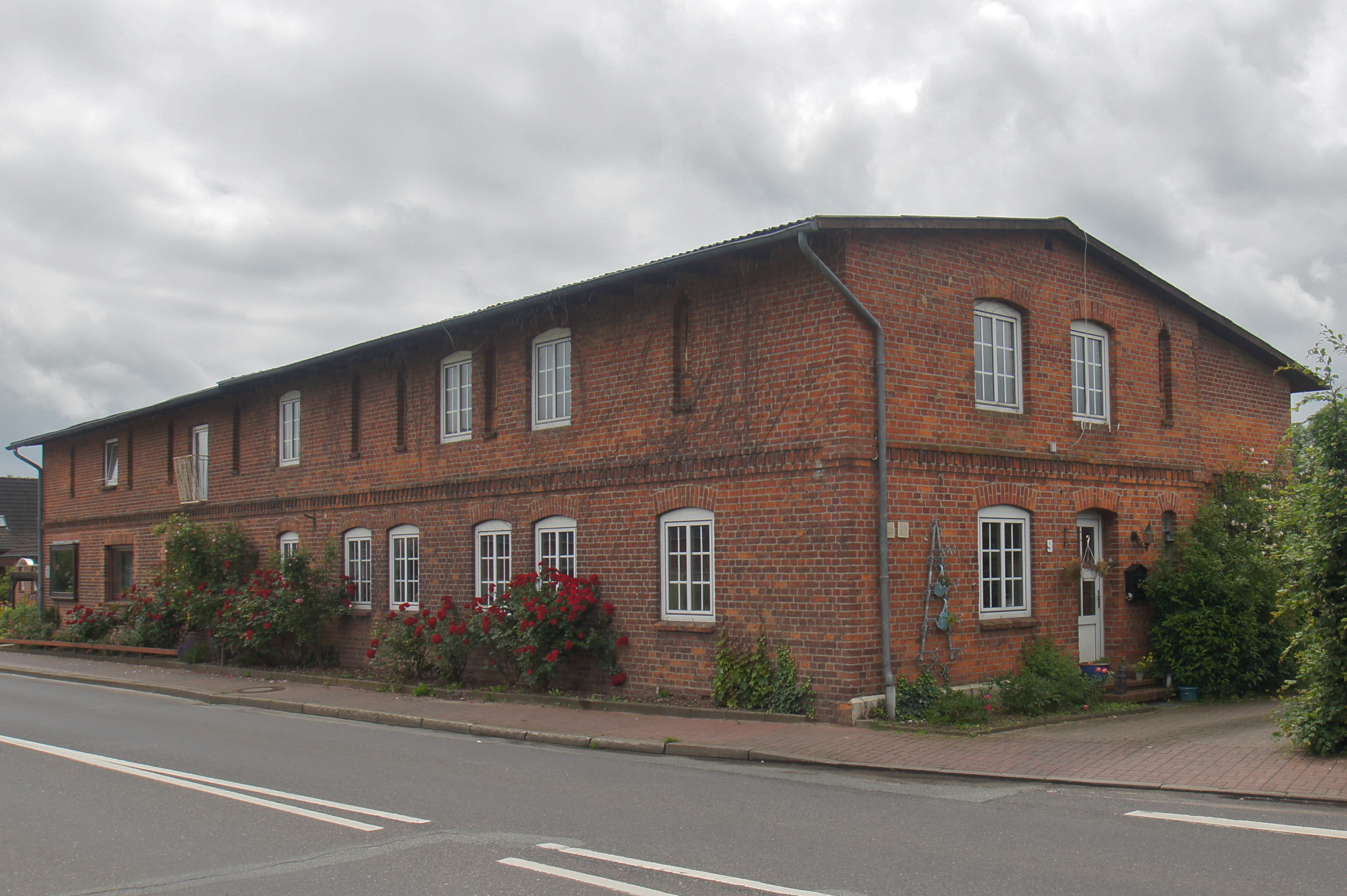